# 吉林大学白求恩第二医院
吉林大学白求恩第二医院（英語：The Second Norman Bethune Hospital of Jilin University），创立于1936年11月，是一所集医疗、科研、教学、预防、保健、康复为一体的大型综合三级甲等医院，位于中华人民共和国吉林省长春市南关区自强街道218号，总建筑面积115863.6平方米，拥有床位1000余张，是卫生部直属医院。

## 历史沿革
吉林大学第二医院的前身是创立于1936年11月的满洲国新京特别市市立医院，1978年8月定名为白求恩医科大学第二临床学院。2000年，白求恩医科大学与吉林大学合并，医院更名为吉林大学第二医院，后规范名称为吉林大学白求恩第二医院。